# Arrondissement de Landsberg am Lech
L'arrondissement de Landsberg am Lech est un arrondissement  (Landkreis en allemand) de Bavière   (Allemagne) situé dans le district (Regierungsbezirk en allemand) de Haute-Bavière. 
Son chef lieu est Landsberg am Lech.

## Villes, communes & communautés d'administration
(nombre d'habitants en 2006)
| Stadt 1. Landsberg am Lech, Große Kreisstadt (27 142) Markt 1. Dießen am Ammersee (10 031) Verwaltungsgemeinschaften 1. Fuchstal (Communes Fuchstal et Unterdießen) 2. Igling (Communes Hurlach, Igling et Obermeitingen) 3. Prittriching (Communes Prittriching et Scheuring) 4. Pürgen (Communes Pürgen, Hofstetten et Schwifting) 5. Reichling (Communes Apfeldorf, Kinsau, Reichling, Rott, Thaining et Vilgertshofen) 6. Schondorf a.Ammersee (Communes Eching a.Ammersee, Greifenberg et Schondorf a.Ammersee) 7. Windach (Communes Eresing, Finning et Windach) Gemeindefreies Gebiet 1. Ammersee (47,42 km²) | Gemeinden 1. Apfeldorf (1 076) 2. Denklingen (2 471) 3. Eching am Ammersee (1 662) 4. Egling an der Paar (2 220) 5. Eresing (1 741) 6. Finning (1 681) 7. Fuchstal (3 382) 8. Geltendorf (5 610) 9. Greifenberg (2 048) 10. Hofstetten (1 780) 11. Hurlach (1 568) 12. Igling (2 396) 13. Kaufering (9 886) 14. Kinsau (973) 15. Obermeitingen (1 560) 16. Penzing (3 704) 17. Prittriching (2 395) 18. Pürgen (3 149) 19. Reichling (1 653) 20. Rott (1 507) 21. Scheuring (1 814) 22. Schondorf am Ammersee (3 918) 23. Schwifting (868) 24. Thaining (922) 25. Unterdießen (1 343) 26. Utting am Ammersee (4 013) 27. Vilgertshofen (2 484) 28. Weil (3 666) 29. Windach (3 604) |